# Волчиха (Ломовська сільрада)
Волчиха (рос. Волчиха) — село в Арзамаському районі Нижньогородської області Російської Федерації.
Населення становить 228 осіб. Входить до складу муніципального утворення Ломовська сільрада.

## Історія
Від 2009 року входить до складу муніципального утворення Ломовська сільрада.

## Населення
| 1999 | 2002 | 2010 |
| ---- | ---- | ---- |
| 340  | ↘266 | ↘228 |